# Un sorriso e poi perdonami/Sensazioni e sentimenti
Un sorriso e poi perdonami/Sensazioni e sentimenti è il sesto singolo di Marcella, pubblicato su vinile a 45 giri nel 1972.

## Tracce

### Lato A
- Un sorriso e poi perdonami - (Giancarlo Bigazzi - Gianni Bella)

### Lato B
- Sensazioni e sentimenti